# Brühler Graben
Der Brühler Graben ist ein etwa 800 m langer orographisch linker Zufluss des Moorbaches in dem rheinland-pfälzischen Landkreis Kusel auf dem Gebiet der zur Verbandsgemeinde Lauterecken-Wolfstein gehörenden Ortsgemeinde Relsberg.

## Verlauf
Der Brühler Graben entspringt im Naturraum Moschelhöhen östlich des Dorfes Relsberg auf einer Höhe von 366 m ü. NHN in der Flur Beim Brühl in einer Streuobstweide.
Der Bach fließt zunächst knapp zweihundert Meter südostwärts durch die unter Naturschutz stehende Streuobstwiese am nordöstlichen Fuße des Kahlenberges  (396 m) entlang, dreht dann in der Flur Menzwiese nach Osten und läuft danach knapp vierhundert Meter zwischen einer Magerwiese zu seiner linken Seite und der Streuobstwiese auf der rechten.
Er fließt nun gut zweihundert Meter durch einen Buchenmischwald und mündet schließlich am südwestlichen Fuße des Schwanenberges (360 m) auf einer Höhe von 274 m von links in den aus dem Südwesten kommenden Moorbach.

## Daten
Der Brühler Graben entwässert über den Moorbach, den Odenbach, den Glan, die Nahe und den Rhein in die Nordsee. Der Höhenunterschied von seiner Quelle bis zu seiner Mündung beträgt 92 m, was bei einer Lauflänge von 798 m einem mittleren Sohlgefälle von 115,3 ‰ entspricht. Sein Einzugsgebiet ist 36,6 ha groß.

## Natur und Umwelt
Der Brühler Graben fließt durch die unter Naturschutz stehenden und 4,1 ha große Weide Streuobstweide O Relsberg mit der ID BT-6412-0063-2009. 

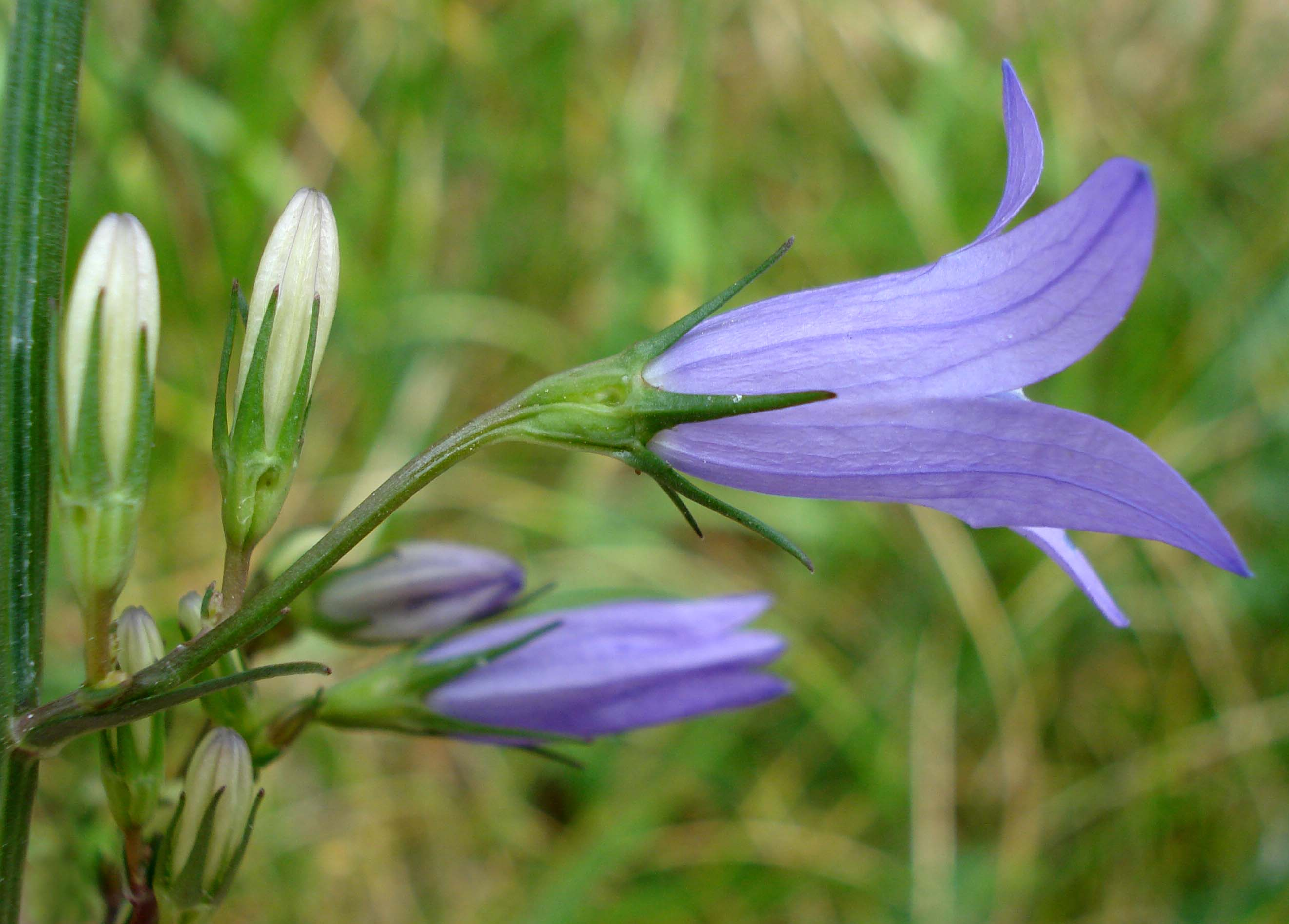
Die Rapunzel-Glockenblume

Auf dieser Weide stehen Zwetschgen-, Süßkirsch-, Apfel-, und Walnussbäume und in der Krautschicht wächst dort die Vogelwicke, die Große Brennnessel, der Weiß- und der Gewöhnliche Hornklee, die Kleine Bibernelle, die Rundblättrige Glockenblume, das Rote Straußgras und die Wiesenschafgarbe.
Südlich der Streuobstweide steht eine geschützte Baumreihe mir Stieleichen und Süßkirchbäumen. an der sich einer Magerwiese anschließt. In dieser Wiese wächst das Wiesenknäuel-, das Rote Strauß-, das Wiesenrispen- und das Wollige Honiggras. Außerdem gedeihen dort noch die Zaunwicke, der Gewöhnliche Horn-, der Wiesen- und der Hasenklee, der Kleine Wiesenknopf, der Scharfe Hahnenfuß, die Gemeine Braunelle, der Spitzwegerich, der Gemeine Dost, der Kriechende Hauhechel, die Moschusmalve, der Raue Löwenzahn, die Ackerwitwenblume, der Dürrwurz, der Rotschwingel, die Wilde Möhre, der Wiesenbärenklau, der Gewöhnliche Glatt-, der Gold- und der Flaumhafer, der Gelbgrüne Frauenmantel, die Rapunzel-Glockenblume, der Kleine Odermennig, die Wiesenschafgarbe, das Echte Johanniskraut, das Echte und das Weiße Labkraut sowie das Erdbeer- und das Silberfingerkraut.
In dem geschützten Buchenmischwald im Mündungsbereich stehen Rotbuchen, Stieleichen, Waldkiefern, Fichten, Eschen, Bergahorne und Süßkirschbäume sowie Zweigrifflige Weißdorn- und Haselnusssträucher. Unten am Boden gedeiht dort der Waldsauerklee, die Berggoldnessel, der Stinkstorchschnabel, der Gewöhnliche Wurmfarn, das Große Hexenkraut, die Waldsegge, die Waldzwenke und der Gefleckte Aronstab.